# Maurice Davies
Maurice Davies es un deportista australiano que compitió en vela en la clase Tornado. Ganó una medalla de oro en el Campeonato Mundial de Tornado de 1969.

## Palmarés internacional
| Campeonato Mundial | Campeonato Mundial    | Campeonato Mundial | Campeonato Mundial |
| Año                | Lugar                 | Medalla            | Clase              |
| ------------------ | --------------------- | ------------------ | ------------------ |
| 1969               | Melbourne (Australia) | Medalla de oro     | Tornado            |